# Hangquellmoor bei Buchen

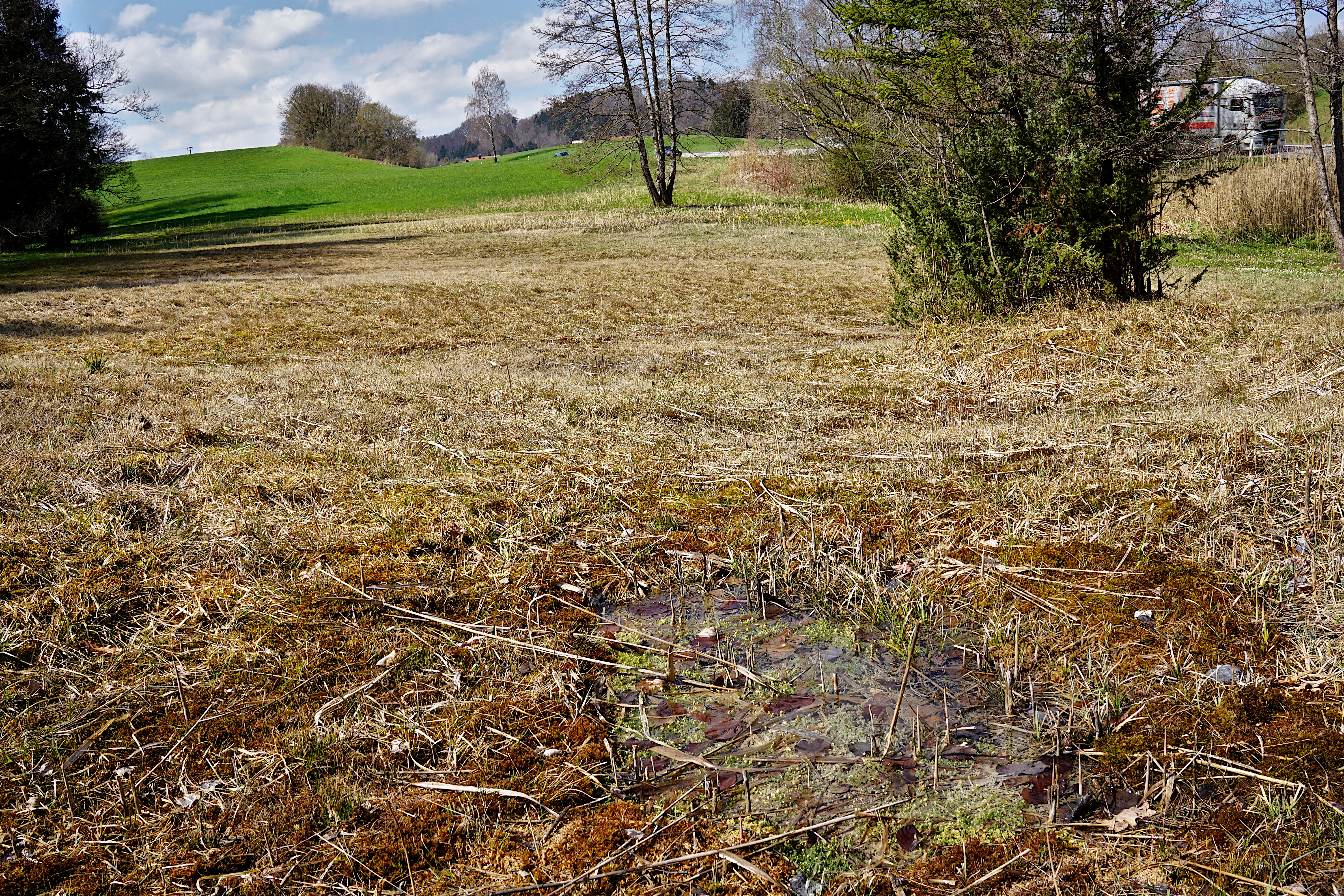
Hangquellmoor bei Buchen

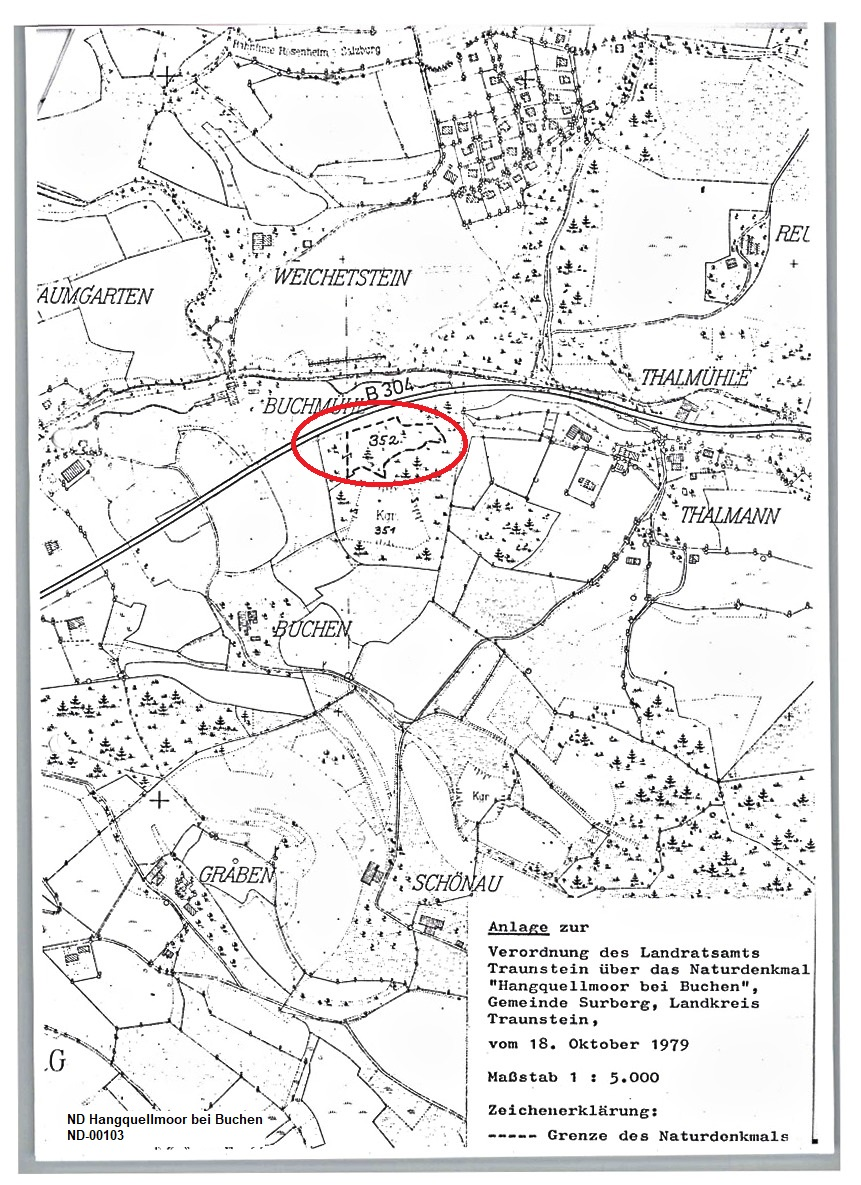
Lageplan Amtsblatt

Das Hangquellmoor bei Buchen in der Gemeinde Surberg ist ein 0,54 ha großes flächenhaftes Naturdenkmal im Landkreis Traunstein.
Es erhielt im Oktober 1979 durch Verordnung des Landratsamtes Traunstein den Schutzstatus und wird vom Bayerischen Landesamt für Umwelt unter der Nummer ND-00103 gelistet.

## Schutzzweck
Das Hangquellmoor ist als flächenhaftes Naturdenkmal zu schützen, da die Erhaltung wegen seiner Eigenart und seiner ökologischen, wissenschaftlichen und geschichtlichen  Bedeutung im öffentlichen Interesse liegt.